# 根蓋
根蓋是剛果民主共和國的城市，也是寬果省的首府，位於該國西部，海拔高度265米，市內有機場設施，2009年人口普查數據為41,612人，2010年人口數增至42,884人。